# 桂林大捷
桂林大捷是南明军队在抵抗清朝军队中取得的一场战斗胜利。

## 经过
李定国率领南明军队取得靖州大捷的胜利、收复湖南大部之后，随即挥师南下进攻广西。永曆六年（1652年）六月，李定国率军攻克全州，击毙清军守将孙龙、李养性，取得全州大捷的胜利。
明军乘胜进击桂林，清定南王孔有德亲自率军前往兴安县严关，企图扼险拒守，但明军一鼓作气，驱使象阵大破清军，取得严关大战的胜利，史載“象亦突阵，王师大奔，死亡不可胜计，横尸遍野”。当晚孔有德狼狈奔回桂林，下令紧闭城门，惶惶不可终日。七月初一，孔有德又敗，“兵未交而象阵前列，劲卒山拥，尘沙蔽日，马闻象鸣皆颠厥，有德众遂奔，掩杀大败”。僅孔有德一人逃回，大西军包围桂林。七月初四，李定国率领明军攻破武胜门，清军抵敌不住，全线溃败，孔有德额头中箭。其自知必死，“聚其宝玩于一室，手刃爱姬，遂闭户，自焚死”，明朝降臣原庆国公陈邦傅、清广西巡按王荃可、署布政使张星光被俘虏，仅有德之女孔四贞逃脱。明军取得了桂林大捷的胜利。

## 影响
桂林大捷之后，李定国坐镇桂林，派军南下平乐，杀死清府江道周永緒；又收复柳州，俘虏清右江道金汉蕙。定南王藩下残余清军争相逃往同广东接境的梧州，八月，李定国乘胜挥师进攻并收复梧州，至此南明军队收复了广西全省。